# Raffaele Palladino
Raffaele Palladino (Mugnano di Napoli, Nápoles, Italia, 17 de abril de 1984) es un exfutbolista italiano que jugó de delantero. Actualmente está sin club.

## Carrera como jugador
La carrera de Palladino empezó en su región natal de Campania donde jugó para el Benevento en Serie C1, consiguiendo marcar 5 goles en 12 partidos.
No pasó tanto tiempo antes de que adquiriera las atenciones de Juventus de Turín y fue firmado por el club en el año 2002. Durante sus primeros años con los bianconeri actuó en las reservas del equipo y en algunas competencias como el Torneo di Viareggio (que el club ganó en 2003 y 2004). Sin embargo, durante la temporada 2003 - 2004, hizo una aparición en la Copa de Italia. Logró 41 goles en 61 partidos en el Campeonato Nacional "Primavera".
Para adquirir un poco de experiencia de equipo principal, Palladino fue prestado al Salernitana. En ese tiempo el club estaba compitiendo en Serie B, Palladino logró 15 goles durante esa temporada con el club.
La primera aparición en Serie A fue en la temporada 2005 - 2006 cuando fue prestado otra vez, al Livorno. Aunque adquirió un poco de experiencia valiosa no logró muchos goles como en la temporada anterior.
Juventus fue descendido a Serie B debido a los escándalos de la Serie A conocidos como Calciopoli. A pesar de estar en segunda división, los puestos en el equipo principal eran muy luchados y Didier Deschamps le dio la oportunidad de demostrarse en el equipo principal.
El 3 de julio de 2008 ficha por el Genoa por 5 millones de euros. En 2011 ficha por el Parma, donde se mantuvo hasta el 2015, cuando desapareció el club después de la quiebra. Ese mismo año fichó por el Crotone, logrando el primer histórico ascenso del club calabrés a la Serie A.

## Carrera internacional
Con la Sub-19 fue campeón europeo en el 2003.
Formó parte de la Sub-21 con la que participó en el Europeo Sub-21 2006 en Portugal, marcando 1 gol contra Dinamarca, y en el Europeo Sub-21 2007 en Países Bajos.
Ya con la absoluta, ha sido internacional con Italia. Su primera convocatoria fue el 17 de noviembre de 2007 para un partido contra Escocia, pero no jugó en el partido. Su primer partido en la selección vino sólo algunos día más tarde, contra las Islas Feroe, donde Italia ganó 3 a 1. 

## Carrera como entrenador
Habiendo entrenado al sector juvenil del Monza desde 2019, Palladino fue nombrado entrenador del equipo 'Primavera' (sub-19) el 9 de julio de 2021. Después de haber llegado a las semifinales de los play-offs de promoción del Campionato Primavera 2 (sub-19) 2021-22, Monza renovó el contrato de Palladino por un año más en julio de 2022.
El 13 de septiembre de 2022, Palladino fue ascendido a entrenador del primer equipo de Monza tras la destitución de Giovanni Stroppa, y el director ejecutivo del club Adriano Galliani declaró que su nombramiento sería permanente. En su debut, guio al club a su primera victoria en la máxima categoría, derrotando a la potencia de la Serie A Juventus por 1-0.
En junio de 2024, fue oficializado como entrenador de la A.C.F. Fiorentina hasta junio de 2026. Durante su única temporada, llevó al club al sexto puesto en la Serie A, logrando así otra clasificación (la cuarta consecutiva) para la tercera copa europea más prestigiosa. El 7 de mayo de 2025, firmó la renovación de su contrato hasta el 30 de junio de 2027. Sin embargo, el 30 de mayo de 2025, el club anunció que había llegado a un acuerdo con él para rescindir su contrato.

## Clubes y estadísticas

### Como jugador
| Club                             | País   | Año       |
| -------------------------------- | ------ | --------- |
| Benevento Calcio                 | Italia | 2001-2002 |
| Juventus F.C.                    | Italia | 2002-2004 |
| Salernitana Calcio 1919 (Cedido) | Italia | 2004-2005 |
| A.S. Livorno Calcio (Cedido)     | Italia | 2005-2006 |
| Juventus F.C.                    | Italia | 2006-2008 |
| Genoa C.F.C.                     | Italia | 2008-2011 |
| Parma F.C.                       | Italia | 2011-2015 |
| F.C. Crotone                     | Italia | 2015-2017 |
| Genoa C.F.C.                     | Italia | 2017-2018 |
| Spezia Calcio                    | Italia | 2018      |
| S.S. Monza                       | Italia | 2019      |

### Como entrenador
| Equipo              | Div.                | Temporada           | Liga  | Liga | Liga | Liga | Liga |       | Copa | Copa | Copa | Copa  |   | Internacional | Internacional | Internacional | Internacional | Internacional |   | Otros | Otros | Otros | Otros |    | Totales     | Totales | Totales | Totales | Totales | Totales | Totales | Totales |
| Equipo              | Div.                | Temporada           | Part. | G    | E    | P    | Pos. | Part. | G    | E    | P    | Part. | G | E             | P             | Pos.          | Part.         | G             | E | P     | Part. | G     | E     | P  | Rendimiento | GF      | GC      | Dif.    |         |         |         |         |
| ------------------- | ------------------- | ------------------- | ----- | ---- | ---- | ---- | ---- | ----- | ---- | ---- | ---- | ----- | - | ------------- | ------------- | ------------- | ------------- | ------------- | - | ----- | ----- | ----- | ----- | -- | ----------- | ------- | ------- | ------- | ------- | ------- | ------- | ------- |
| Monza · Italia      | 1.ª                 | 2022-23             | 32    | 14   | 9    | 9    | 11.º | 2     | 1    | 0    | 1    | -     | - | -             | -             | -             | -             | -             | - | -     | 34    | 15    | 9     | 10 | 52.94%      | 49      | 42      | +7      |         |         |         |         |
| Monza · Italia      | 1.ª                 | 2023-24             | 38    | 11   | 12   | 15   | 12.º | 1     | 0    | 0    | 1    | -     | - | -             | -             | -             | -             | -             | - | -     | 39    | 11    | 12    | 16 | 38.47%      | 40      | 53      | -13     |         |         |         |         |
| Monza · Italia      | Total               | Total               | 70    | 25   | 21   | 24   | -    | 3     | 1    | 0    | 2    | -     | - | -             | -             | -             | -             | -             | - | -     | 73    | 26    | 21    | 26 | 45.21%      | 89      | 95      | -6      |         |         |         |         |
| Fiorentina · Italia | 1.ª                 | 2024-25             | 38    | 19   | 8    | 11   | 6.º  | 1     | 0    | 1    | 0    | 14    | 6 | 5             | 3             | 1/2           | -             | -             | - | -     | 53    | 25    | 14    | 14 | 55.98%      | 96      | 65      | +31     |         |         |         |         |
| Fiorentina · Italia | Total               | Total               | 38    | 19   | 8    | 11   | -    | 1     | 0    | 1    | 0    | 14    | 6 | 5             | 3             | -             | -             | -             | - | -     | 53    | 25    | 14    | 14 | 55.98%      | 96      | 65      | +31     |         |         |         |         |
| Total en su carrera | Total en su carrera | Total en su carrera | 108   | 44   | 29   | 35   | -    | 4     | 1    | 1    | 2    | 14    | 6 | 5             | 3             | -             | -             | -             | - | -     | 126   | 51    | 35    | 40 | 49.74%      | 185     | 160     | +25     |         |         |         |         |
| 1. 2.               |                     |                     |       |      |      |      |      |       |      |      |      |       |   |               |               |               |               |               |   |       |       |       |       |    |             |         |         |         |         |         |         |         |

#### Resumen por competiciones
| Competición                        | Partidos | Ganados | Empatados | Perdidos | %      | Resultado        |
| ---------------------------------- | -------- | ------- | --------- | -------- | ------ | ---------------- |
| Serie A                            | 108      | 44      | 29        | 35       | 49.69% | 6.º lugar        |
| Copa Italia                        | 4        | 1       | 1         | 2        | 33.33% | Octavos de final |
| Liga Europa Conferencia de la UEFA | 14       | 6       | 5         | 3        | 54.76% | Semifinales      |
| TOTAL                              | 126      | 51      | 35        | 40       | 49.74% | Sin Títulos      |

## Palmarés

### Campeonatos nacionales
| Título  | Club          | País   | Año  |
| ------- | ------------- | ------ | ---- |
| Serie B | Juventus F.C. | Italia | 2007 |

### Copas internacionales
| Título          | Club (*)      | País          | Año  |
| --------------- | ------------- | ------------- | ---- |
| Eurocopa Sub-19 | Italia sub-19 | Liechtenstein | 2003 |